# Syrop glukozowo-fruktozowy

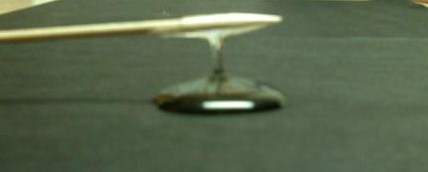
Wysokofruktozowy syrop kukurydziany na ciemnym tle.

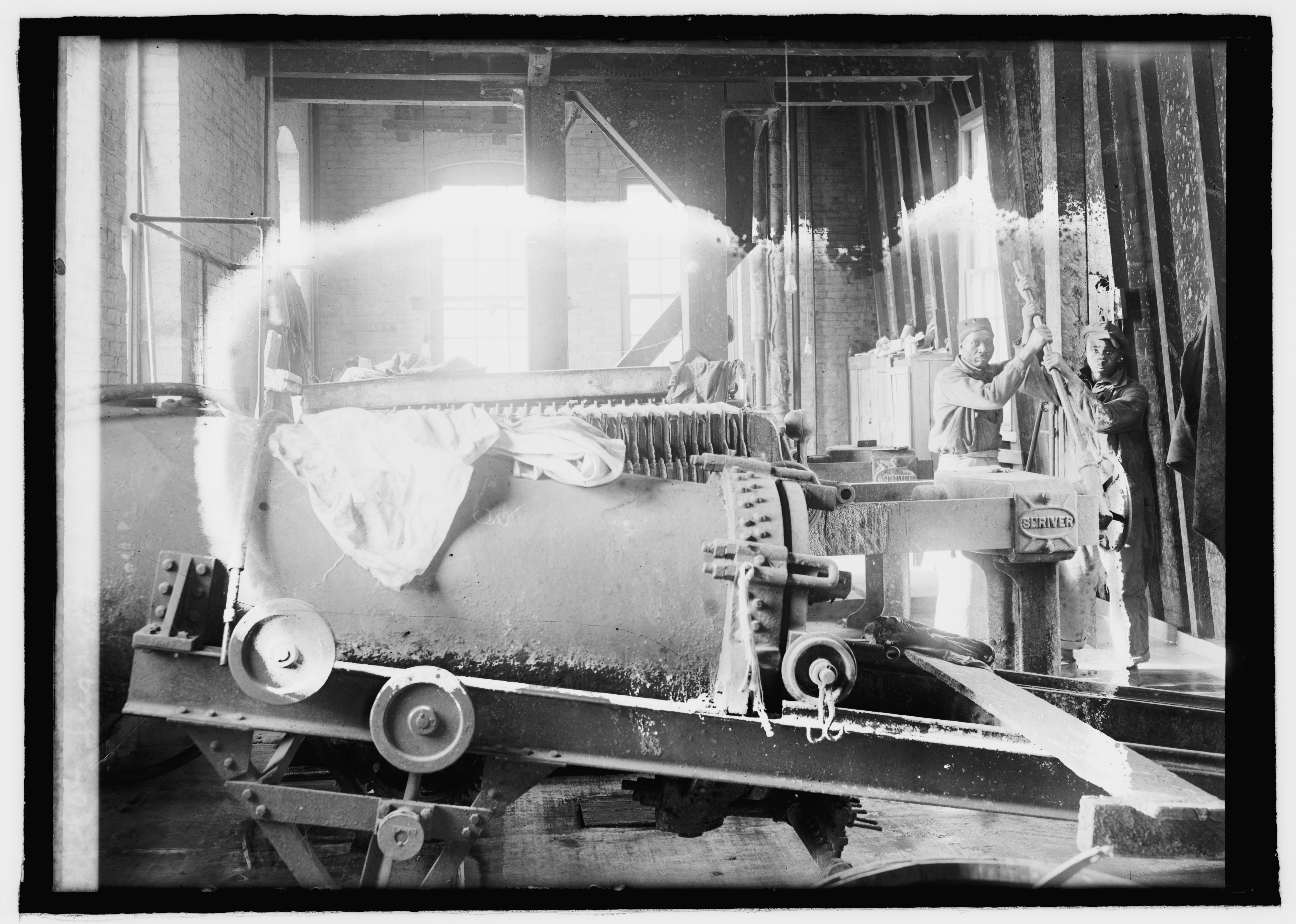
Produkcja syropu w USA, w okresie międzywojennym

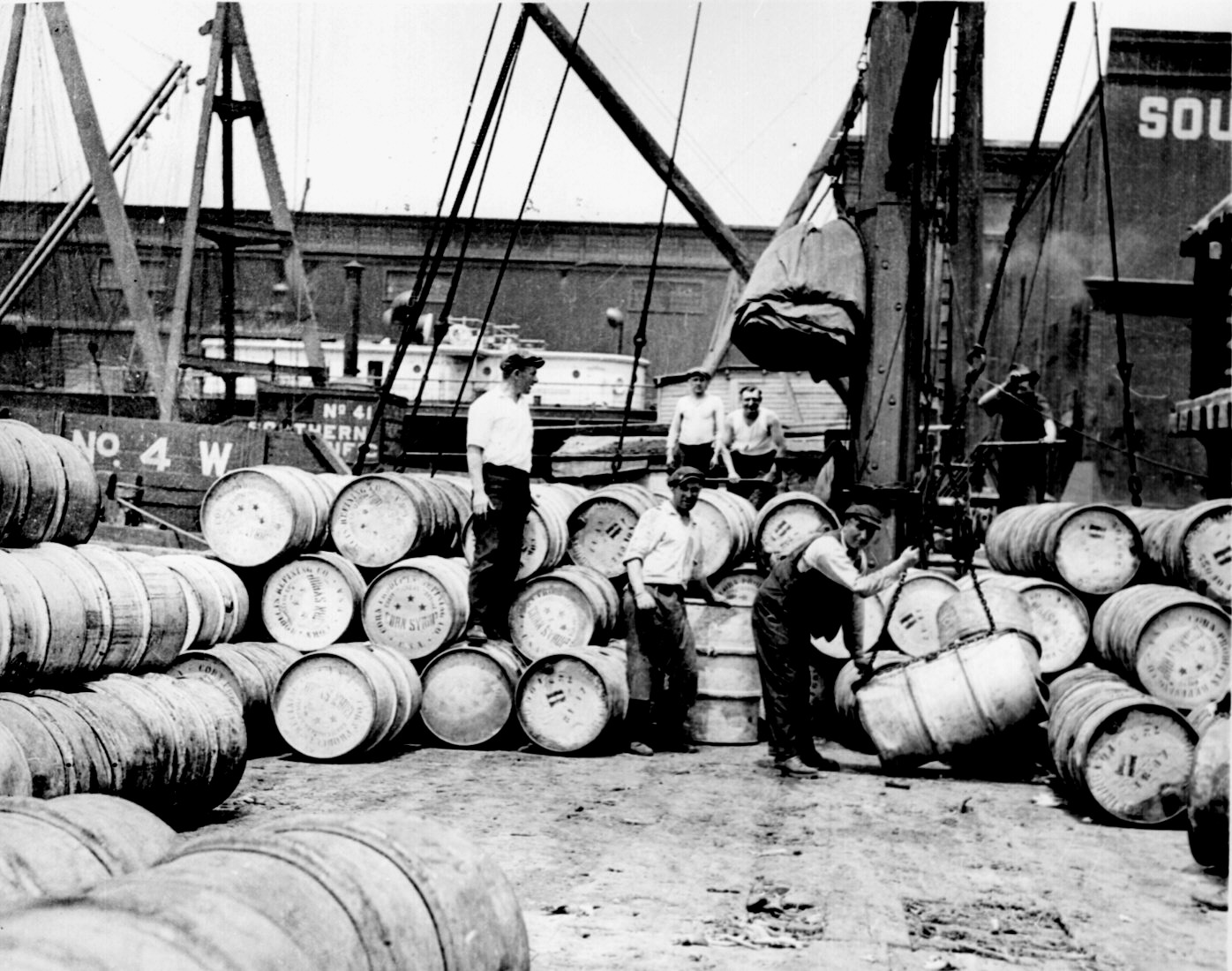
Transport beczek z syropem w 1912 (Nowy Jork)

Syropy glukozowo-fruktozowe (SGF), syropy wysokofruktozowe – oczyszczone i zagęszczone wodne roztwory cukrów prostych (glukozy i fruktozy) w różnych proporcjach, uzyskiwane w wyniku hydrolizy enzymatycznej lub kwasowej skrobi.
Syropy glukozowo-fruktozowe (fruktozowo-glukozowe) w handlu występują pod różnymi nazwami: izoglukoza (nazwa od procesu otrzymywania – izomeryzacji, zawartości fruktozy pomiędzy 10 a 50%), syrop wysokofruktozowy (HFS), wysokofruktozowy syrop kukurydziany (HFCS), syrop inulinowy. Także syrop z agawy (92–56% fruktozy i 20–8% glukozy).
Syropy glukozowe są często mylone przez konsumentów z syropami glukozowo-fruktozowymi.

## Podział syropów fruktozowych
Ze względu na zawartość fruktozy w suchej masie syropy można podzielić na:

### Sposób etykietowania
- < 5% fruktozy – niesprecyzowany
- 5–50% fruktozy – syropy glukozowo-fruktozowe[1][7]
- 50–90% fruktozy – syropy fruktozowo-glukozowe[1][7].

### Sposób produkcji lub otrzymywania
- HFCS-42 (ang. high fructose corn syrup) o zawartości fruktozy do 42% (I generacji) wykorzystywane do produkcji napojów, żywności przetworzonej i wysoko przetworzonej, płatków zbożowych i wypieków[8][9].
- HFCS-55 o zawartości fruktozy od 42 do 55%[10] (II generacji) znajdują zastosowanie w produkcji napojów bezalkoholowych[8]
- HFCS-65 jest stosowany w automatach Coca-Cola Freestyle[11]
- HFCS-90 o zawartości fruktozy do 90% (III generacji), najczęściej mieszany jest z HFCS 42 w celu otrzymywania HFCS 55

Syrop HFCS-55 jest najpopularniejszą substancją słodzącą w USA i Kanadzie. Syrop HFCS-42 jest jedną z najpopularniejszych substancji słodzących w Europie.

## Pochodzenie i skład
Syropy fruktozowe otrzymywane są z lokalnego źródła skrobi. W Europie głównie ze skrobi pszennej, w USA nadal przede wszystkim ze skrobi kukurydzianej. Syrop wysokofruktozowy może być otrzymywany także z inuliny. W pierwszym etapie scukrzania otrzymuje się syrop glukozowy, następnie część glukozy w procesie izomeryzacji jest przekształcana do fruktozy (izoglukoza – nazwa fruktozy wytworzonej w procesie izomeryzacji).
|            | HFCS-42 | HFCS-55 | HFCS-90 | Syrop inwertowany | miód |
| ---------- | ------- | ------- | ------- | ----------------- | ---- |
| Fruktoza   | 42      | 55      | 90      | 45                | 45   |
| Glukoza    | 52–53   | 40–42   | 7       | 45                | 45   |
| Inne cukry | 5–6     | 3–5     | 3       | 10                | 5    |
| Wilgotność | 29      | 23      |         | 25                | 18   |

## Właściwości fizyczne
Syrop glukozowo-fruktozowy ma postać bezbarwnej lub jasnożółtej cieczy. Można go stosować bez konieczności uprzedniego rozpuszczania, co ułatwia rozlewanie do opakowań, dozowanie do produktów i transport. Ma bardzo niską lepkość, sam nie ulega krystalizacji i zapobiega krystalizacji cukru buraczanego (po zmieszaniu). Jest stabilny mikrobiologicznie. Wszystkie te właściwości i jego niska cena w stosunku do innych substancji słodzących powodują, że jest chętniej stosowany przez przemysł spożywczy niż sacharoza.

## Zastosowanie
Do słodzenia lub dosładzania:
- napojów bezalkoholowych, gazowanych[17] i niegazowanych, np. cola, herbata mrożona, tonik,
- napojów izotonicznych i energetyzujących,
- napojów alkoholowych, np. likierów i owoców w alkoholu,
- mlecznych napojów fermentowanych,
- mleka zagęszczonego,
- lodów[18],
- dżemów, galaretek, deserów, kompotów, wsadów owocowych do jogurtów,
- sałatek i konserw rybnych,
- pastylek pudrowych (owocowych oraz miętowych).

Syrop stosuje się też jako zamiennik miodu w pieczywie cukierniczym, zwłaszcza w piernikach, jako zamiennik słodu w piwie, a także jako środek ograniczający czerstwienie wyrobów piekarskich.

## Historia
Środek zaczęto stosować w latach 60. XX wieku, ale w dość ograniczonym zakresie. Dopiero połowa lat 70. XX wieku przyniosła wyraźny skok zainteresowania syropem i wtedy zaczął być stosowany masowo, najpierw w USA, gdzie w dużym stopniu wyparł cukier z buraków i trzciny cukrowej.

## Zdrowie
Niekorzystne oddziaływanie syropu na zdrowie człowieka obserwuje się najczęściej przy jego udziale w diecie pomiędzy 35 a 65%. Niektóre prace naukowe sugerują, że może powodować cukrzycę, lecz nie ma na to jednoznacznych  dowodów. Spożycie fruktozy powoduje wzrost stężenia kwasu moczowego we krwi, co może prowadzić do dny moczanowej i kamicy nerkowej; z tego powodu powinny jej też unikać osoby cierpiące na hiperurykemię. Sama fruktoza nie prowadzi do wzrostu masy ciała, jednak spożywana łącznie z glukozą przekształcana jest w tkankę tłuszczową. Otyłości sprzyja zwłaszcza spożywanie napojów zawierających syrop wysokofruktozowy.
W badaniach na myszach, stwierdzono zwiększone ryzyko rozwoju nowotworu jelita grubego u osobników, którym podawano syrop glukozowo-fruktozowy.